# Estação Pedro Hispano

A Estação Pedro Hispano é parte do Metro do Porto. Localizada na cidade de Matosinhos, em frente do Hospital Pedro Hispano.